# Davide Ferrario
Pour les articles homonymes, voir Ferrario.
Davide Ferrario, né le 26 juin 1956 à Casalmaggiore, dans la province de Crémone en Lombardie en Italie, est un scénariste, écrivain et réalisateur italien contemporain.

## Biographie
Il débute comme réalisateur avec le court métrage Non date da mangiare agli animali en 1987 puis le long métrage La fine della notte en 1989.
Il travaille comme scénariste avec Daniel Segre sur le documentaire Occhi che videro en 1989 puis le film Manila Paloma Blanca en 1992 qui obtient la Tulipe d'or au Festival international du film d'Istanbul en 1993. En 1999, il signe le scénario du film In principio erano le mutande réalisé par Anna Negri.
Davide Ferrario écrit la plupart de ses films dont la diffusion dépasse rarement les frontières italiennes. En 2004, il réalise Dopo mezzanotte qui est présenté au Festival de Cannes la même année avant de sortir au cinéma en 2005.
Il est également l'auteur de deux romans dont Dissolvenza al nero, écrit en 1995, traduit en France sous le titre Black Magic et publié dans la collection Rivages/Noir en 2005. Ce roman est adapté en film par Oliver Parker en 2006 sous le titre Fade to Black. 

## Filmographie

### Réalisateur
- 1987 : Non date da mangiare agli animali
- 1989 : La fine della notte
- 1991 : Lontano da Roma
- 1994 : Anime fiammeggianti
- 1995 : A Rimini
- 1995 : IlFiglio di Zelig
- 1996 : Estate in città (Téléfilm)
- 1997 : Partigiani
- 1997 : Il 45° parallelo
- 1997 : Devenir adulte (Tutti giù per terra)
- 1998 : Loro
- 1998 : Figli di Annibale
- 1999 : Guardami
- 2000 : La rabbia
- 2002 : Le strade di Genova
- 2004 : Dopo mezzanotte
- 2004 : Se devo essere sincera
- 2006 : Le Voyage de Primo Levi (La strada di Levi)
- 2009 : Tutta colpa di Giuda
- 2021 : Just Noise

### Scénariste
- 1992 : Occhi che videro
- 1992 : Manila Paloma Blanca
- 1999 : In principio erano le mutande

### Romans
- Dissolvenza al nero (1995)  Publié en français sous le titre Black Magic, Paris, Rivages/Noir no 560, 2005.
- Sangue mio (2010)
- Publié en français sous le titre " Mon père, mon sang " , JC Lattés

### Adaptation
- 2006 : Fade to Black (Fundio a Negro), film américano-italien réalisé par Oliver Parker d'après le roman Dissolvenza al nero.